# Mont Bamba
Pour les articles homonymes, voir Bamba.
Le mont Bamba ou M’Bamba est un sommet de la chaîne du Mayombe. Il est situé dans le sud du district de Mvouti dans la région de Niari en république du Congo entre Dolisie et Mvouti.